# 松本真由美
松本 真由美（まつもと まゆみ、1963年3月10日  - ）は、日本の環境活動家。専門は、環境・エネルギー政策論及び科学コミュニケーション。東京大学教養学部附属教養教育高度化機構環境エネルギー科学特別部門客員准教授。元テレビキャスター。

## 人物
熊本県出身、上智大学外国語学部卒業。
上智大在学中からテレビ朝日報道番組のキャスターとなり、取材活動を行う。
その後、NHK・BS1ワールドニュースキャスターとして「ワールドレポート」等の番組を6年間担当。環境NPO活動を経て、2008年5月より東京大学の環境・エネルギー分野の人材育成プロジェクトに研究員として携わり、2013年4月より現職。東京大学教養学部では「エネルギー科学概論」「再生可能エネルギー実践講座」等の講義を担当。
特定非営利活動法人・国際環境経済研究所（IEEI）理事。特定非営利活動法人・再生可能エネルギー協議会（JCRE)理事。2018年7月、原子力発電環境整備機構理事（非常勤）就任。2019年、豊田合成社外取締役。
研究テーマは、「エネルギーと地域との共存」「環境エネルギー政策の国際比較」「企業の環境経営（SDGs, ESG投資等）」等、環境・エネルギーの視点から持続可能な社会のあり方を追求する。
趣味は料理、ランニング。特技は英会話。

## 各種委員会活動

### 国の審議会・委員会
- 平成29年度〜令和６年度 総合資源エネルギー調査会「再生可能エネルギー大量導入・次世代電力ネットワーク小委員会」委員
- 令和元年度～令和6年度 経済産業省・国土交通省「海洋再生可能エネルギー発電設備整備促進区域に関する協議会」委員
- 令和3年度〜令和6年度 産業構造審議会「グリーンイノベーションプロジェクト部会グリーン電力の普及促進分野ワーキンググループ」委員
- 令和3年3月〜令和6年度 国土交通省「交通政策審議会港湾分科会」委員
- 令和4年2月〜令和6年度 国土交通省「交通政策審議会港湾分科会 事業評価部会」委員
- 令和5年度〜令和６年度 国土交通省「交通政策審議会海事分科会」委員
- 令和5年度〜令和６年度 国土交通省「交通政策審議会気象分科会」委員
- 令和5年度〜令和６年度 国土交通省「交通政策審議会交通体系分科会計画部会」委員
- 令和5年度〜令和６年度 国土交通省「社会資本整備審議会計画部会」委員
- 平成30年度～令和６年度 国立研究開発機構法人新エネルギー・産業技術総合開発機構「NEDO技術委員」
- 令和5年度〜令和６年度 国立研究開発機構法人新エネルギー・産業技術総合開発機構「NEDO研究評価委員」
- 令和5年度〜令和６年度 国立研究開発機構法人新エネルギー・産業技術総合開発機構「NEDO事後評価委員」
- 令和3年度〜令和６年度「JAEA地層処分研究開発・評価委員会」委員
- 令和3年度〜令和5年度 経済産業省「エネルギー教育推進事業エネルギー教育推進委員会」委員
- 令和4年度 経済産業省「再生可能エネルギー発電設備の適正な導入及び管理のあり方に関する検討会」委員
- 令和4年度 経済産業省「再生可能エネルギー長期発電・地域共生ワーキンググループ」委員
- 令和4年8月〜令和5年3月末 環境省「令和4年度地域共創・セクター横断型カーボンニュートラル技術開発実証事業（SaaS型P2P取引プラットフォーム機能を実装した電力トレーサビリティシステムの開発・実証）」に係る検討委員会委員
- 令和3年度 経済産業省「革新的なエネルギー技術の国際共同研究開発事業」委員
- 令和3年度 NEDO「民間主導による低炭素技術普及促進事業/低炭素技術による市場創出促進事業」採択審査委員
- 令和3年度 経済産業省「福島浮体式洋上風力事業有識者委員会」委員
- 平成31年度～令和2年度 経済産業省「太陽光発電設備の廃棄等費用の確保に関するワーキンググループ」委員
- 平成24年度〜令和2年度 経済産業省「福島沖浮体式洋上風力発電実証研究事業に関する漁業協働委員会」委員
- 平成25〜31年度「産業構造審議会産業技術環境分科会地球環境小委員会自動車・自動車部品・自動車車体ＷＧ」委員
- 平成30年度 環境省「地域再省蓄エネサービスイノベーション促進委員会」委員
- 平成29年度 経済産業省「再生可能エネルギーの大量導入時代における政策課題に関する研究会」委員
- 平成27年度 経済産業省「新エネルギー等導入促進基礎調査（地熱発電の推進に関する調査研究会）委員
- 平成24〜27年度 経済産業省「新エネルギー等設備導入促進事業（固定価格買取制度の理解促進事業）審査」委員
- 平成22年度 電源立地推進調整等事業「日本のエネルギー2011」策定委員会委員

### その他の委員会
- 令和2年度～令和3年度「えどがわ未来カンファレンス」委員
- 令和3年3月〜令和3年度「群馬県再生可能エネルギー推進計画検討委員会」委員
- 令和3年3月〜令和3年度「エコリーフ環境ラベルプログラム アドバイザリーボード」委員
- 平成30年度〜令和3年度「エコプロアワード」審査委員会委員
- 平成27年度〜令和3年度「国立市環境審議会」委員
- 令和3年度 「江戸川区気候変動適応計画策定有識者委員会」委員
- 平成29年度〜令和2年度「関西電力原子力安全検証委員会」委員
- 平成29年度〜30年度「エコタウンえどがわ推進計画策定委員会」委員
- 平成29年度〜30年度「北杜市太陽光発電等再生可能エネルギー設備設置に関する検討委員会」委員

## 著書

### 共著
- 「脱炭素化はとまらない！－未来を描くビジネスのヒント]」（成文堂、共著、2020年9月）
- 「激論＆直言 日本のエネルギー 100年後まで見据えた課題を総まくり」（日経エコロジー編, 日経BP社, 2013年9月出版）第3章「スマートグリッドの経済効果」第4章「改正省エネ法の焦点」
- 「地球温暖化とグリーン経済」（未踏科学技術協会編・生産性出版）第3章「再生可能エネルギー事業に関する訪独調査報告」
- 「再生可能エネルギーを活かした地域創造へ」（ビオシティ62号,共著,2015年4月）

## 雑誌等への掲載
- 月刊「エネコ地球環境とエネルギー」”松本真由美の環境・エネルギーDiary”連載（2020年4月号まで7年間連載）
- 隔月誌「地球温暖化」”SDGsと脱炭素化〜ビジネスの視点から”連載
- 隔月誌「地球温暖化」”松本真由美が解説する！産業別の気候変動対策”連載
- 経済産業省「再生可能エネルギースキル標準（GPSS:Green Power Skills Standard)」執筆メンバー
- 国立国会図書館調査報告書「再生可能エネルギーをめぐる科学技術政策」にて「再生可能エネルギーを担う人材の育成における課題」
- 日本風力エネルギー学会「生物多様性との共存を図る風力発電の開発〜クリーンエネルギーとしての社会的受容性と地域振興」
- 日本太陽エネルギー学会「未来へつなぐ風力発電〜コミュニケーションの視点から考える」（Key Factors of Communication Driving Wind Power Projects）
- 日本原子力学会「科学コミュニケーションの観点からバックエンド問題を考える」
- 日本エネルギー会議に不定期寄稿[5]
- IEEI「産業界が読み解くパリ協定」連載
- IEEI「米大統領選と環境政策」連載
- IEEI「クリーンパワープランでアメリカは低炭素技術をリードするか」連載
- IEEI「エネルギー戦略最前線〜業界・企業はこう動く」連載[6]
- IEEI「松本真由美の識者に聞く ポスト震災 - 日本はどう動くか」連載[7]
- IEEI「ゼロからわかるPM2.5のはなし」
- エネルギーフォーラム「停電でも電気と熱を継続供給”災害に強い街づくり”」（2015年7月）
- フジサンケイビジネスアイ「3.11特別寄稿 成長戦略の実現に向け 電力の安定供給が不可欠」
- 東奥日報「TOO Life」”松本真由美の知ってなるほどエネルギー”連載
- 日経BP「エネルギー論壇」
- 日経BP「復興ニッポン」連載
- 法務省「研修」エッセイ連載

## 講演
- おサイフにも地球環境にもやさしい省エネ（経済産業省資源エネルギー庁主催）
- 水素・燃料電池自治体向け勉強会 in 山梨（関東経済産業局主催）
- 今後の電力事情について〜今後の電力事情、この先の可能性、企業として対策すべきことは？（ダイキンHVACソリューション主催）
- 地球温暖化とエネルギー〜ネット・ゼロ・エネルギーにするためには（豊田鉄工主催環境月間講演会）
- 今後の日本のエネルギー政策はどうなる？石油、電力・ガス自由化、水素（三菱商事エネルギー中部支店主催）
- ガスの可能性（ミライフ会合同セミナー）
- 日本のエネルギー情勢の今と今後の展望（名古屋商工会議所主催）
- 地球温暖化・生物多様性に取り組む！未来につなぐ企業の役割（トヨタ紡織主催環境月間講演会）
- 環境動向と日本の自動車産業の役割（豊田合成主催環境報告会）
- 電力全面自由化に向けた区民セミナー（東京・世田谷区主催）
- 持続可能な社会に貢献するLPガスへの期待（ENEOSグローブ会主催)
- スマートタウンとスマートライフへの期待（電力技術懇談会）
- 電力自由化による市場変革（TG EXPO2015）
- 時代を拓くエネルギービジネス〜日本と世界の動向（ウィズガス・エコフォーラム）
- CO2削減と省エネのトレンド（東北電力主催コスト改善セミナー）
- 最新エネルギー事情と企業の動向（ニコン環主催境月間セミナー）
- 地熱の活用で地域を元気に〜温泉との共存・共栄を可能とするエネルギー活用策（新潟経済社会リサーチセンター主催）
- 第16回AES太陽光発電システム研究会発表会・太陽光発電に期待すること（東京工業大学ソリューション研究機構先進エネルギー国際研究センター主催）
- 10分でわかる再生可能エネルギーの近未来（IT media主催）
- The Overview of Renewable Energy and the Status of Solar Power Adoption in Japan（Asian Productivity Organization主催）
- 地球環境とエネルギー〜企業の省エネ＆節電対策は？（熊本県環境保全協議会主催）
- 産業界の視点から考えるエネルギー・低炭素社会（東京大学サステナビリティ学連携研究機構主催）
- 地球温暖化問題と未来へつなぐライフスタイル（熊本県主催）
- 私たちの未来を考える〜低炭素社会へのシフト（アイシングループ主催）
- 循環型社会構築の必要性（鹿児島青年会議所主催）
- 省エネ・節電から始める未来のエコスタイル（とくしま県民環境会議主催）
- みんなで考えようこれからのエネルギー〜今、できる事・これから、できる事（青年会議所中国地区岡山ブロック協議会主催）
- 国民参加型エネルギー事業〜次代に残そう誇れる京都（日本青年会議所京都ブロック協議会主催）
- 私たちの未来を考える〜市民参加型で自然エネルギーの導入拡大（南アルプス市主催）
- クリーンエネルギーの未来〜市民参加型で導入拡大を（クリーン発電&スマートグリッドフェア主催）
- 私たちの未来を考える 地球温暖化とエネルギー（21世紀のエネルギーを考える会・みえ主催）
- スマートコミュニティーで目指すエコアイランド宮古島（宮古島市主催）
- 地球温暖化とエネルギー〜低炭素社会へのパラダイムシフト（エネルギー問題三重県研究会主催）
- 地球温暖化とエネルギー〜地方自治体への期待（埼玉県西部地域まちづくり協議会ダイヤ環境部会主催）
- 進化する太陽光発電〜大学での研究開発と利用拡大をめざして（SPEED研究会主催）

## その他の活動
- 新潟日報みらい大学〜誇れる資源力Ⅲ〜新潟産天然資源の可能性（新潟日報社主催）パネリスト
- 朝日地球会議2018パネルセッション「水素が動かす復興と五輪」（朝日新聞主催）パネリスト
- 日産フリートセミナー2018 ファシリテーター
- Grand Renewable Energy 2018 International Conference 司会（英語）
- エコプロアワード2018審査委員
- 先進エネルギー自治体サミット2016〜先進エネルギー自治体大賞審査員
- 太陽光発電システムシンポジウム2013-2015（太陽光発電協会）コーディネーター
- 国際資源ビジネスサミット2013（経済産業省主催）総合司会
- Green Energy Festa in TIFF 2012（経済産業省主催）パネリスト
- 知事とのタウンミーティング〜再生可能エネルギー（新潟県主催）パネリスト
- 映画で考える再生可能エネルギーシンポジウム（経済産業省主催） パネリスト
- 未来を支える新エネルギー〜再生可能エネルギー全量買取制度導入に向けて（経済産業省主催）パネリスト
- 太陽光シンポジウム〜再生可能エネルギーの拡大に向けて（経済産業省主催）コーディネーター
- 公的住宅の省エネルギー推進検討会セミナー（大阪府下公的住宅エネルギー推進検討会主催）コーディネーター
- ビジネスフォーラムこれからの地球〜生物多様性を考えるセミナー（日本経済新聞主催）トークショー
- 低炭素まちづくりシンポジウム（法政大学主催）パネリスト
- 東京都中央区子ども環境サミット（東京都中央区主催）司会
- 進化するクリーンディーゼルの現状（クリーンディーゼル連絡会主催）コーディネーター
- 気候変動に関する中長期戦略国際会議（東京大学主催）司会
- ネイチャー・フォトニクス・テクノロジー・コンファレンス（Nature Asia Pacific主催）コーディネーター
- 革新的太陽光発電国際シンポジウム（東京大学、東工大、産総研主催）司会
- 色素増感および有機太陽電池に関する国際シンポジウム（DSC-6主催）司会
- 東京工業大学太陽光発電シンポジウム（東工大主催）司会
- APEC女性リーダーズ・ネットワーク会合（内閣府主催） 司会

## メディア出演
CNN
- プライムトゥディ

NHK-BS1
- BS55
- ワールドステーション22
- おはよう世界のトップニュース
- BSニュース50
- ワールドリポート

TBSテレビ
- サンデーモーニング

テレビ朝日
報道・情報番組
| 期間       | 期間      | 番組名          | 役職                 |
| ---------- | --------- | --------------- | -------------------- |
| 1987年10月 | 1989年9月 | ナイトライン    | お天気担当           |
| 1991年4月  | 1997年3月 | ステーションEYE | 平日版レポーター担当 |
| 1991年10月 | 1993年9月 | ザ・CNN         | メインキャスター     |

その他
- 情報バザール

ニコニコ動画
- ここがヘンだよ エネルギー政策
- 石川和悪のエネルギーCh

## 所属学会・研究会
- 日本学術振興会産学協力研究委員会・次世代の太陽光発電システム第175委員会 委員
- SPEED研究会（エコイノベーションとエコビジネスに関する研究会）幹事
- 日本エネルギー学会会員・日本地熱学会会員・太陽エネルギー学会会員